# Брей-ан-Ланнуа
Брей-ан-Ланнуа́ (фр. Braye-en-Laonnois) — коммуна во Франции, находится в регионе Пикардия. Департамент коммуны — Эна. Входит в состав кантона Гиньикур. Округ коммуны — Лан.
Код INSEE коммуны — 02115.

## Население
Население коммуны на 2010 год составляло 223 человека.
| 1962 | 1968 | 1975 | 1982 | 1990 | 1999 | 2010 |
| ---- | ---- | ---- | ---- | ---- | ---- | ---- |
| 241  | 237  | 229  | 209  | 192  | 195  | 223  |

## Экономика
В 2010 году среди 128 человек трудоспособного возраста (15—64 лет) 83 были экономически активными, 45 — неактивными (показатель активности — 64,8 %, в 1999 году было 58,9 %). Из 83 активных жителей работали 74 человека (41 мужчина и 33 женщины), безработных было 9 (4 мужчины и 5 женщин). Среди 45 неактивных 12 человек были учениками или студентами, 12 — пенсионерами, 21 были неактивными по другим причинам.